# Myrsine multibracteata
Myrsine multibracteata är en viveväxtart som först beskrevs av Elmer Drew Merrill, och fick sitt nu gällande namn av J.J. Pipoly. Myrsine multibracteata ingår i släktet Myrsine och familjen viveväxter. Inga underarter finns listade i Catalogue of Life.